# Matthew Dellavedova
Matthew William Dellavedova (ur. 8 września 1990 w Maryborough) – australijski koszykarz, występujący na pozycji obrońcy, reprezentant kraju, od 2023 zawodnik Melbourne United.
7 lipca 2016 został pozyskany przez Milwaukee Bucks od Cleveland Cavaliers na zasadzie sign-and-trade. W wyniku transferu Cleveland otrzymało 4,8 miliona dolarów „wyjątku od sprzedaży” oraz prawa do Alberta Mirallesa, Milwaukee natomiast wynagrodzenie w gotówce.
7 grudnia 2018 trafił w wyniku wymiany z udziałem trzech zespołów do Cleveland Cavaliers. 9 lipca 2021 zawarł umowę z australijskim Melbourne United. 29 lipca 2022 został zawodnikiem Sacramento Kings. 17 maja 2023 dołączył ponownie do Melbourne United.

## Osiągnięcia
Stan na 26 października 2023, na podstawie, o ile nie zaznaczono inaczej.
NCAA
- Uczestnik:
  - rozgrywek Sweet 16 turnieju NCAA (2010)
  - turnieju NCAA (2010, 2012, 2013)
- Mistrz:
  - turnieju konferencji West Coast (WCC – 2010, 2012)
  - sezonu regularnego WCC (2011, 2012)
- MVP turnieju WCC (2012)
- Zawodnik roku konferencji WCC (2012)[9]
- Zaliczony do:
  - I składu:
    - WCC (2011–2013)
    - najlepszych pierwszorocznych zawodników WCC (2010)
    - turnieju WCC (2011, 2012)

  - składu All-WCC Honorable Mention (2010)
- Laureat nagrody Lou Henson Award (Mid-Major POY – 2013)[10]
- dwukrotny lider konferencji WCC w asystach (2012, 2013)[11]
- Uczelnia zastrzegła należący do niego numer 4

NBA
- Mistrz NBA (2016)[12]
- Wicemistrz NBA (2015)[13]

Reprezentacja
- Mistrz Australii i Oceanii (2011, 2013)
- Wicemistrz:
  - Australii i Oceanii (2009)
  - turnieju London Invitational (2011)
- Brązowy medalista:
  - olimpijski (2020)[14]
  - turnieju Alberta Schweitzera (2008)
- Uczestnik:
  - igrzysk olimpijskich (2012 – 7. miejsce, 2020)
  - mistrzostw świata:
    - 2014 – 12. miejsce)
    - U–19 (2009 – 4. miejsce)